# AK vs. AK
AK vs. AK es una película india en idioma hindi de thriller y comedia dramática dirigida por Vikramaditya Motwane y es su primer lanzamiento bajo su compañía Andolan Films. Anurag Kashyap, el productor ejecutivo y escritor de diálogos, también protagoniza junto a Anil Kapoor como los personajes principales, con Yogita Bihani, Sonam Kapoor Ahuja y Harshvardhan Kapoor en papeles secundarios. La película fue escrita por Avinash Sampath, utiliza una película dentro de una película. Narrativa donde los actores principales interpretan versiones ficticias de sí mismos. Después de una disputa pública entre Kashyap, un excéntrico director de cine, y Anil Kapoor, una estrella de cine envejecida, el primero secuestra a la hija del segundo (Sonam Kapoor) y obliga a Kapoor a buscarla mientras su asistente (Bihani) los filma como parte de su película. siguiente proyecto, con la mayor parte de la película mostrada desde la perspectiva de su cámara.
La idea de la película fue concebida por Sampath en 2013, y el desarrollo comenzó después de que la envió a Motwane. Al principio, el título de la película era AK vs SK, con Shahid Kapoo interpretándose a sí mismo en el último papel, pero los conflictos de horario hicieron que la película se archivara en 2016. El proyecto resucitó a finales de 2019 con Anil Kapoor en el papel, y un nuevo guion. La filmación tuvo lugar un par de meses después, y después de una campaña de marketing poco convencional lanzada unas semanas antes del lanzamiento de la película, AK vs AK debutó en Netflix como una producción original del servicio el 24 de diciembre de 2020. Inicialmente recibió críticas positivas, con elogios a la estructura novedosa de la película, las actuaciones de los dos protagonistas y su exploración de la industria cinematográfica. Sin embargo, los críticos consideraron que el final y su desarrollo fueron decepcionantes.

## Resumen
La película comienza con la cámara de un aspirante a cineasta, Yogita, que está filmando Anurag Kashyap para un documental. Kashyap y Anil Kapoor son entrevistados por Sucharita Tyagi para un evento de MAMI . Después de que un miembro de la audiencia pregunta si el director o el actor es más importante, comienzan a discutir sobre la pregunta e insultar las carreras de los demás, culminando con Kashyap arrojando un vaso de agua en la cara de Kapoor. Esto se convierte en un gran escándalo para Kashyap, ya que otras personalidades del cine cortan los lazos con él y abandonan sus proyectos. Mientras se sienta en su habitación enfurecido, Yogita anuncia que tiene una idea.
Más tarde, en la víspera de Navidad y el cumpleaños de Kapoor, Kashyap visita su set junto con Yogita y le cuenta una nueva historia sobre un director loco que secuestra a la hija de un actor anciano. Kapoor inicialmente no está interesado hasta que se da cuenta de que su hija, Sonam, en realidad ha sido secuestrada por Kashyap, quien quiere capturar sus reacciones reales durante su búsqueda. Kashyap le dice que tiene diez horas (hasta el amanecer del día siguiente) para encontrarla y establece cuatro reglas: no puede involucrar a nadie más, no puede llamar a la policía, todas las llamadas telefónicas deben ser por altavoz, y Yogita la cámara siempre debe permanecer encendida.
Kapoor primero intenta ir a la policía, pero Kashyap y Yogita los alcanzan y los convencen de que es solo un ensayo para su película. Kapoor todavía no está convencido de que Sonam haya sido realmente secuestrada, por lo que Kashyap muestra una transmisión en vivo de ella siendo sostenida por un hombre enmascarado con un cuchillo. Después de hablar con su hijo Harshvardhan, Kapoor descubre a través de su conductor que fue vista por última vez en un hotel. Soborna al gerente allí con un respaldo para ver las imágenes de CCTV y ve la cara del conductor que se escapa; sin embargo, su búsqueda en las calles de Mumbai arroja poco éxito. Kapoor va a casa y le envía un mensaje de texto sigilosamente a Harshvardhan con la verdad, pero su reacción confusa alerta a Kashyap y hace que se enfrente a Kapoor en el piso de arriba. Mientras pelea, el hombre enmascarado le corta el dedo a Sonam, por lo que Kapoor cede. Finalmente, alguien lo dirige a una celebración navideña, donde Kapoor encuentra al conductor, Javed, a través del visor. Kapoor lo persigue por Mumbai Central y sus alrededores antes de que un coche lo golpee. Ensangrentado, Kapoor se derrumba frente a la cámara, lamentando su ausencia como padre y rogándole a Yogita cualquier información. Kashyap, habiendo disminuido la velocidad debido a su asma, finalmente llega para burlarse de Kapoor y hacer que continúe. En otra celebración navideña, Kapoor tiene que bailar para la multitud hasta que alguien le dice dónde vive Javed, donde finalmente lo capturan.
Javed los dirige a donde le dijeron que llevara a Sonam, sin embargo, Kashyap insiste en que Javed está mintiendo. Terminan llegando a la casa de Kashyap, donde otra videollamada muestra que Sonam está en su sala de DVD. Cuando entran, no solo Sonam se ha ido, sino que los padres de Kashyap también han sido secuestrados. Después de una lucha entre el trío, Kashyap revela el sitio original y se apresuran hacia allí. Aparece un misterioso hombre enmascarado con otra cámara, pero no encuentran a nadie más cuando sale el sol y se acaba el tiempo. Aunque Kashyap afirma repetidamente que estos eventos no estaban en su guion, Kapoor descubre una copia y lo obliga a leerla, que dice que Kashyap lo desvió intencionalmente, luego planeó sacar un arma de su bolso y obligar a Kapoor a elegir entre suicidarse o suicidarse. Kashyap con eso.
La perspectiva cambia a una estándar cuando Kapoor y Yogita llevan a Kashyap al hospital. Los padres de Sonam y Kashyap se encuentran más tarde en el sótano de la casa de Kashyap, y Kashyap es acusado de su secuestro. Mientras yace en su cama de hospital, Kapoor revela que en realidad había planeado todo: enojado por los comentarios de Kashyap, convenció a Yogita después del panel para ayudar a incriminar a Kashyap a cambio de una ruptura en la industria y conspiró junto a su familia para aprovechar al máximo. los giros dramáticos ocurren, con Harshvardhan habiéndolo golpeado intencionalmente con el auto. Meses después, la película resultante gana los premios Yogita (como director) y Kapoor Filmfare Awards , mientras que un trastornado Kashyap trama la venganza de un manicomio.

## Reparto
- Anil Kapoor como el mismo
- Anurag Kashyap como el mismo
- Yogita Bihani como ella misma
- Sonam Kapoo Ahuja como ella misma
- Harshvardhan Kapoor como el mismo
- Sucharita Tyagi como ella mismo
- Boney Kapoor como el mismo
- Nawazuddin Siddiqui como el mismo (voz, cameo)

## Producción

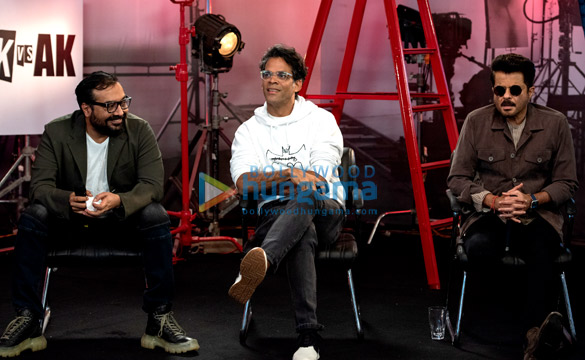
Lanzamiento del tráiler de AK vs AK, con (de izquierdo a correcto) Kashyap, Motwane y Kapoor

El desarrollo de la película comenzó en 2013, cuando Sampath pensó y envió el concepto a Motwane. Inicialmente, la película se tituló AK vs SK , con una historia y un elenco algo diferentes como se reveló en 2015; Shahid Kapoor  se interpretaría a sí mismo en el papel de actor, el catalizador de la trama sería Shahid Kapoor rechazando la próxima película de Kashyap después de que la última aventura de este último fracasara en la taquilla, y la esposa de Shahid Kapoor sería secuestrada en su lugar. También se informó inicialmente que la esposa de Shahid Kapoor, Mira Rajput, también haría su debut en la película como ella misma, pero esto fue luego negado por el portavoz de Shahid Kapoor. Aunque ya había comenzado a filmar para el proyecto, Shahid Kapoor se retiró debido a los enfrentamientos de fechas y se archivó en 2016. Shahid y Motwane acordaron comenzar a trabajar en la película nuevamente en un futuro cercano, con un plan previsto. reiniciar en 2017. Sin embargo, Motwane solo pudo volver a visitar el proyecto en 2019 después de terminar Bhavesh Joshi Superhero y Juegos Sagrados , y decidió elegir a Anil Kapoor en su lugar, afirmando que "siempre quiso una estrella comercial". Reescribió el guion junto a Sampath con Kapoor en mente en agosto de ese año. Motwane le dio el guion a Kapoor en noviembre; Para sorpresa de Motwane, lo recibió bien y permitió que la película se burlara de él de cualquier manera. Los hijos de Kapoor, Sonam y Harshvardan, también aceptaron unirse al proyecto después de que Kapoor leyera el guion a su familia esa noche. Por otro lado, la esposa de Kapoor, Sunita, se negó a participar en la película; Kashyap señaló con humor que "aunque nada estaba fuera de los límites en lo que respecta a los ataques personales entre ellos, el único lugar al que no se les permitió entrar era el 'dormitorio de Sunita'".
AK vs. AK fue producido por Andolan Films, una nueva compañía que Motwane fundó después de la disolución de Phantom Films , de la que era parcialmente propietario. El rodaje se llevó a cabo durante 21 días a finales de 2019 o principios de 2020, y Kapoor afirmó que "esta es la película más rápida que he hecho en mi carrera".  Aunque las escenas se rodaron en la casa real de Kashyap, los decorados se colocaron para representar las calles de Mumbai y la casa de Kapoor Sin embargo, según Kapoor, muchas de las interacciones de la película no se organizan, como las solicitudes de selfies de los fanáticos de Kapoor durante su búsqueda. "El Guardia" describió el rodaje como "bajo el radar" y comentó lo inesperadamente cerca que estaba el anuncio inicial de la película de su fecha de estreno. Tres tráileres separados, uno desde la perspectiva de cada "AK" y un "corte original del director", fueron lanzados en una ceremonia de lanzamiento el 7 de diciembre. Para promover la ceremonia, Kashyap y Kapoor participaron en una " guerra de Twitter " el día anterior. La Fuerza de Aire india (IAF) se opuso a una escena en la película que aparece en el tráiler que muestra a Kapoor maldiciendo mientras vestía un uniforme de la IAF inexacto. Kapoor luego declaró que el personaje era solo un actor en el papel de un oficial de la IAF y publicó un video en el que se disculpaba por herir los sentimientos de cualquier persona. En las semanas previas a la película, Kapoor y Kashyap hicieron más material de marketing centrado en su "rivalidad", creando videos y colocando vallas publicitarias insultándose entre si.

## Banda sonora
La música de la película fue compuesta y producida principalmente por Alokananda Dasgupta (con la excepción de Khalaas, que fue compuesta por Nuka y Rākhis), quien dijo que no entendía la "profundidad técnica" de la película al principio, pero decidió para interpretarlo como "tres películas dentro de una película" y elaborar la partitura a través de esa vista. Escribiendo para NDTV , Narinder Saini llamó a la banda sonora "divertida" y "pegadiza", y pensó que aumentaría aún más la popularidad de la película. Bollywood Hungama elogió la música de fondo por encajar con los temas de la película, pero criticó las canciones Duniya Badi Gol y Ghum., indicando que "están en un espacio loco". Por otro lado, Roktim Rajpal de Deccan Herald describió la música de fondo como "genérica".

## Recepción y análisis
AK vs AK se lanzó como película original de Netflix el 24 de diciembre de 2020, el cumpleaños de Kapoor y el mismo día en que se desarrolla la mayor parte de la película. La película fue revisada en su mayoría de manera positiva por los críticos en los días que rodearon su lanzamiento. La estructura meta, similar a un falso documental, de la película fue aclamada por su singularidad, y Saibal Chatterjee de NDTV la declaró "El cometa Halley de Hindi Cinema". La actuación de Kapoor y Kashyap también fue bien recibida; el primero fue especialmente elogiado, y Bollywood Hungama la calificó como "una de las mejores actuaciones de su carrera" y Tanul Thakur de The Wire lo describió como crudo, real. Sin embargo, las escenas finales y el giro final se consideraron bastante decepcionantes; Anupama Chopra de Film Companion declaró que "como tantas metapelículas, eventualmente tropieza con su propia inteligencia y llega a un callejón sin salida". Algunos críticos comentaron que el momento de su lanzamiento ayudó; Mike McCahill, de The Guardian, calificó la película como una "sorpresa posmoderna" en un "año indistinguible de pandemia para el cine indio", mientras que Rahul Desai de Film Companion consideró que su estreno en 2020 "eleva el descarado thriller de Netflix al ámbito de la mensajería social profunda". En una revisión más mixta, Rajpal opinó que el formato "meta" retrasó la película, y también criticó su edición y ritmo.
En una entrevista, Motwane dijo "No estábamos haciendo un comentario intencionalmente [...] el objetivo también era preparar la película para una audiencia que no es voyerista sobre la industria". Sin embargo, varios críticos exploraron el uso de información privilegiada en la película sobre la reputación de los actores principales y Bollywood en general, así como preguntas más amplias sobre los roles y expectativas de la industria cinematográfica. La pelea entre los dos personajes principales se ha percibido como un sustituto del conflicto entre personalidades establecidas con una historia de nepotismo, como Kapoor, un miembro de la "primera familia del cine indio", y forasteros relativos. como Kashyap. Una escena, en la que Kapoor tiene que bailar para que la multitud obtenga información sobre dónde está Javed, fue vista por algunos como un comentario sobre cómo el público retiene el poder sobre las estrellas de cine al poder determinar su éxito.